# Viktor Hambarzumyan
Viktor Hamazaspi Hambarzumyan (em armênio: Վիկտոր Համազասպի Համբարձումյան, Viktor Hamazaspi Hambarjumyan) ou Viktor Amazaspovich Ambartsumian em russo: Виктор Амазаспович Амбарцумян, Viktor Amazaspovich Ambartsumyan; Tiblíssi, 18 de setembro de 1908 — Erevã, 12 de agosto de 1996) foi um astrofísico e astrônomo armênio.

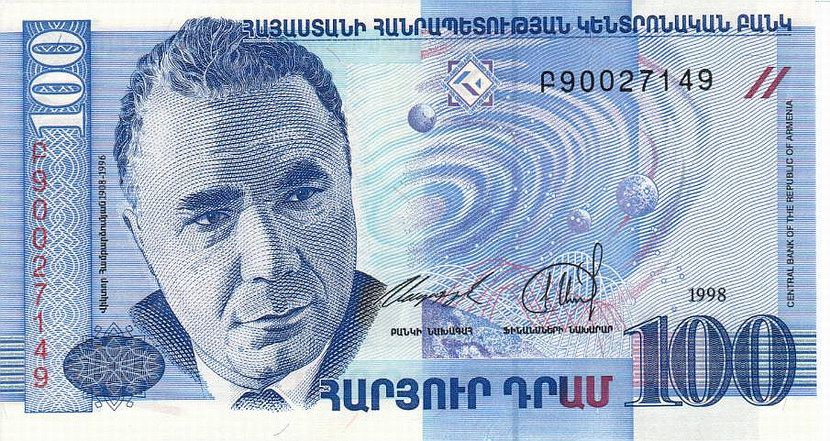
Viktor Hambarzumyan, retratado em uma cédula armeniana de 100 Dram.

## Prémios e honrarias
- 1946 e 1950 - Prêmio Estatal da URSS
- 1950 - Prêmio Stalin
- 1956 - Prêmio Jules Janssen[1]
- 1960 - Medalha de Ouro da Royal Astronomical Society[2]
- 1960 - Medalha Bruce[3]
- 1971 - Medalha de Ouro Lomonossov[4]
- 1971 - Medalha Helmholtz
- 1974 - Medalha Cothenius[5]

## Obras
- Das Weltall. J. A. Barth, Leipzig 1953
- Die Sternassoziationen und die Entstehung der Sterne. Akademie-Verlag, Berlim 1951
- Philosophische Probleme der Physik der Elementarteilchen. Mainz, Munique 1966
- Philosophische Probleme der modernen Kosmologie. Deutscher Verlag der Wissenschaften, Berlim 1965
- Probleme der modernen Kosmogonie. Akademie-Verlag, Berlim 1980
- Struktur und Formen der Materie, dialektischer Materialismus und moderne Naturwissenschaft. Deutscher Verlag der Wissenschaften, Berlim 1969
- Theoretische Astrophysik. Deutscher Verlag der Wissenschaften, Berlim 1957
- V.A. Ambartsumian. Selected papers: Stars, Nebulae and Galaxies. Editor G.Meylan, Cambridge Scientific Publishers, v.1 (450pp.), v.2 (450pp.),  2006.